# Richard Phillips

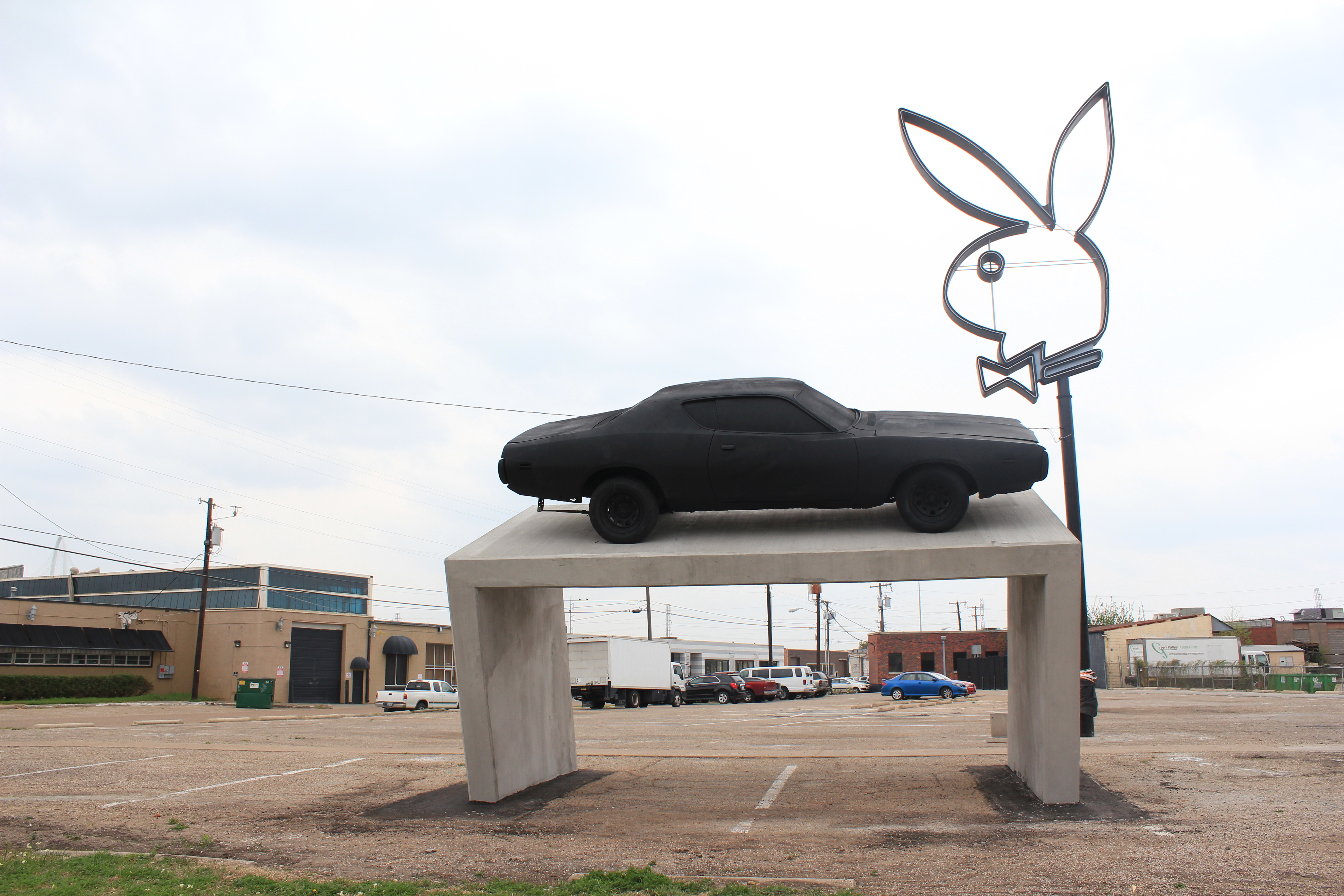
Richard Phillips Playboy Installation

Richard Phillips (n. 1962) es un artista norteamericano. Nació en Marblehead, Massachusetts y vive y trabaja en la ciudad de Nueva York. 
Phillips es conocido por sus pinturas hiperrealistas brillantes de grandes dimensiones, que se asemejan al estilo de las revistas de las décadas de 1950, 1960 y 1970 y reflejan tradiciones de la cultura de la imagen popular. Sus pinturas son retratos a corta distancia, principalmente de mujeres de la moda y de revistas porno light, aunque también pinta personas del ámbito de la música pop y de la política. Al respecto indicó "Mis pinturas tratan sobre un tipo de belleza desperdiciada, ello siempre ha sido una característica de mis obras."
Phillips es representado por la Galería Gagosian en Nueva York y la Galería Max Hetzler en Berlín y París.